# Richard Lewisohn
Richard Lewisohn (* 12. Juli 1875 in Hamburg; † 11. August 1961 in New York City) war ein deutsch-US-amerikanischer Chirurg. Er entwickelte am Mount Sinai Hospital Verfahren, die die Bluttransfusion praktikabel machten.
Lewisohn wurde 1899 an der Universität Freiburg in Medizin promoviert mit einer Arbeit über bösartige Nierentumore. 1906 wanderte er in die USA aus, wo er am Mount Sinai Hospital in New York City als Gastroenterologe und Chirurg wirkte. 1928 wurde er Attending Surgeon am Mount Sinai. 1937 ging er offiziell in den Ruhestand und wurde Consulting Surgeon. Später befasste er sich mit Krebsforschung und gründete 1954 das Zellforschungslabor am Mount Sinai.
Nachdem der belgische Mediziner Albert Hustin (1882–1967) 1914 gezeigt, hatte, das man Blutgerinnung bei Transfusionen mit Natriumcitrat verhindern konnte, bestimmte Lewisohn 1915 die optimale Konzentration von Natriumcitrat zu diesem Zweck. Dadurch wurde es prinzipiell möglich Blutkonserven haltbar zu machen, was durch die in der Folge einsetzende Entwicklung für zunehmend längere Zeiträume möglich wurde – im Jahr 1916 schon für zwei Wochen.
Mit A. A. Berg vom Mount Sinai führte er 1922 die erste Teil-Gastrektomie in den USA durch zur Entfernung von Magenkarzinomen. Dazu reiste er vorher nach Österreich, wo die Methode schon angewandte worden war und wo er sich mit den chirurgischen Techniken vertraut machte. Nach der erfolgreichen Anwendung am Mount Sinai verbreitete sich die Behandlungsmethode auch in den übrigen USA.
1955 erhielt er den Karl Landsteiner Memorial Award und 1959 wurde er Ehrenmitglied des Royal College of Surgeons of England und des American College of Surgeons.